# Eugen Spanck
Eugen Spanck ist eine deutsche 8-Teilige Webserie von Funk. Diese Serie beschäftigt sich mit den Privaten und beruflichen Geschehnissen rund um den Fitnesstrainer Eugen Spanck.

## Handlung
Eugen verlor im Fitnessstudio seinen Job, weil er zu viel Zeit mit den persönlichen Problemen seiner Kunden verbracht hatte. Kurzerhand eröffnet er seinen eigenen Fitnessraum in der Abstellkammer des Restaurants „Käseturm“ und bietet dort Fitnesskurse an.

## Hintergrund
Gedreht wurde die 1. Staffel mit  8 Folgen vom 16. November bis zum 6. Dezember 2018 in Berlin-Spandau.

## Episodenliste
| Nr. | Titel                         | Erstveröffentlichung |
| --- | ----------------------------- | -------------------- |
| 1   | Oben- und untenrum fit        | 2. April 2019        |
| 2   | Schutzbehauptung              | 9. April 2019        |
| 3   | Nacken on heavens door        | 16. April 2019       |
| 4   | Bademeister                   | 23. April 2019       |
| 5   | Zombiekartoffel               | 30. April 2019       |
| 6   | frisch, frey, fröhlich, frumb | 7. Mai 2019          |
| 7   | Fußball                       | 14. Mai 2019         |
| 8   | Frau Mustermann               | 21. Mai 2019         |